# II. Guidó, Blois grófja
II. Guidó (franciául: Guy I. de Blois-Châtillon) francia nemesúr, Blois grófja és Avesnes ura 1381 és 1397 között.

## Élete
II. Lajos, Blois grófja és Avesnes-i Jane legfiatalabb fiaként született. Bátyja, II. János halála után ő vitte tovább a Blois grófja címet.
1360-ban egyike volt azoknak a túszoknak, akiket a brétignyi szerződést alapján az Angol Királyságba küldtek. Részt vett VI. Károly francia király háborúiban és a Roosebekei csatában parancsnokként lépett elő.
1397-ben halt meg. Fia, Lajos nem örökölte meg apja címeit, hanem az örökséget átadta I. Lajos orléans-i hercegnek.

### Házassága
1374-ben vette feleségül Namuriai Máriát. Egy gyermekük született:
- Lajos